# Jan Josef Švagr
Jan Josef Švagr (Týncany, 7 settembre 1885 – Claypole, 26 marzo 1969) è stato un architetto ceco.

## Biografia
Jan Josef Svagr è nato il 7 settembre 1885 a Týnčany, terzo di sette figli in una famiglia contadina. Dopo gli studi nella scuola di Sedlčany, ha studiato architettura e ingegneria civile all'Università Tecnica Ceca di Praga.
Si diresse in Russia, ha incontrato la sua futura moglie, Elizabeta Ivanovna. Con la Rivoluzione d'ottobre, sono stati condannati in esilio in Siberia, ma riuscì a fuggire in Cina. A Shanghai, nel 1922 , Svagr incontrò l'architetto Antonin Raymond, con cui si trasferissce in Giappone. L'architetto ceco ha insegnato ai giapponesi a costruire dal cemento armato. Nel Paese del Sol Levante portaa alcune innovazione per le salvaguardia degli edifici contro i terremoto con un uso intelligente del cemento armato.
Nel 1930, Jan Josef Švagr si mette in proprio e insieme al fratello minore Prokop Bořivoj, ha realizzato oltre 20 progetti in Giappone. Divenne famoso per aver progettato diverse chiese cattoliche, ma è anche l'autore della prima moschea giapponese.
Švagr ha partecipato alla costruzione del Sacro Cuore di Gesù chiesa in stile neogotico a Yokohama, dove ha mescolato influenze tedesche e inglesi. Né il tracciato ceco non può essere trascurato, vetrata con l'immagine di Praga e Castello di Praga ha aggiunto santo ceco, san Giovanni Nepomuceno.
Anche la sua costruzione a Kōbe, la prima moschea costruita in Giappone, è stato creato dal design di Svagra dal 1928 al 1935, con uno stile tradizionale turco. I suoi due minareti connettono in modo fantasioso i diversi mondi del Giappone, della Boemia e dell'Islam.
Ha anche progettato e costruito una villa in stile inglese per il commerciante britannico EV Bernard a Yokohama o St. John's Hospital. Luca a Tokyo.
Alla fine degli anni '30, sua moglie morì e, a causa della guerra in arrivo, dovette vendere il suo ufficio di progettazione ai colleghi giapponesi.
Nel 1941 andò in Cile e poi in Argentina. In Sud America, dove studiò teologia e entrò nell'ordine spirituale di Don Orion. Tuttavia, il lavoro dell'architetto è continuato. All'età di 71 anni, fu ordinato sacerdote e trascorse l'ultimo periodo della sua vita al servizio dei poveri.
Morì in Argentina il 26 marzo 1969. È sepolto a Claypole vicino a Buenos Aires (c'è anche una chiesa che ha progettato).